# Cybaeopsis
Cybaeopsis là một chi nhện trong họ Amaurobiidae.